# Shitakusa
Le shitakusa (下草) est une plante d'accompagnement du bonsaï dont le rôle principal est d’informer l'observateur sur la saison présente et de réjouir l'œil. Il doit souligner les caractéristiques d’une présentation.
Il est composé d’une seule espèce de plante en général.